# Ходзё Цунэтоки
Ходзё Цунэтоки (яп. 北条経時 хо:дзё: цунэтоки, 1224 — 17 мая 1246) — японский военный и государственный деятель периода Камакура, глава рода Ходзё, четвёртый сиккэн и фактический правитель Японии (1242—1246).

## Жизнеописание
Представитель самурайского рода Ходзё. Сын Ходзё Токиюдзи (1203—1230), губернатора провинции Вакаса, и Мацуситы Дзенни. В шесть лет он лишился своего отца. В 1231 году Цунэтоки оказался на попечении своего деда, Ходзё Ясутоки, сиккэна Японии в 1224—1242 годах. В 1234 году состоялась церемония совершеннолетия Цунэтоки. В 1236—1237 годах он занимал должности в правительстве сёгуната (бакуфу) — младшего, затем левого советника. В 1241 году он назначен наследником своего деда Ходзё Ясутоки в должности сиккэна.
В 1242 году после смерти своего деда Ходзё Ясутоки Цунэтоки унаследовал должность сиккэна и власть над Японией. В 1243 году по приказу Ходзё Цунэтоки был построен буддийский храм Коми-дзи в Зайкокудзва (под Камакурой). В 1244 году он поставил нового сёгуна — Фудзивара-но Ёрицугу. Во время своего правления Ходзё Цунэтоки провел судебную реформу.
В 1245 году сиккэн женился на представительнице клана Адати. В мае того же годы он заболел желтухой, а в августе его состояние ухудшилось. Тогда же Ходзё Цунэтоки объявил своим наследником младшего брата Ходзё Токиёри (1227—1263). В декабре Цунэтоки оправился от болезни, но в марте 1246 года его здоровье стало ухудшаться, и 17 мая он умер.